# Vigna mungo
Vigna mungo, llentilla negra, fesol mungo o mongeta mungo, és una espècie de lleguminosa que és planta nativa del subcontinent indià.
És cultivada a Àsia d'ençà de temps antics.

## Descripció
És una planta anual densament pilosa. L'arrel mestra produeix un sistema radicular embrancat amb nòduls, fixadors del nitrogen, llisos i arrodonits. Les tavelles són estretes cilíndriques de fins a 6 cm de llargada. La planta fa de 30 a 100 cm de llargada i té llavors de 4 a 6 cm. Primer era classificada dins el gènere Phaseolus, després fou transferida al gènere Vigna.

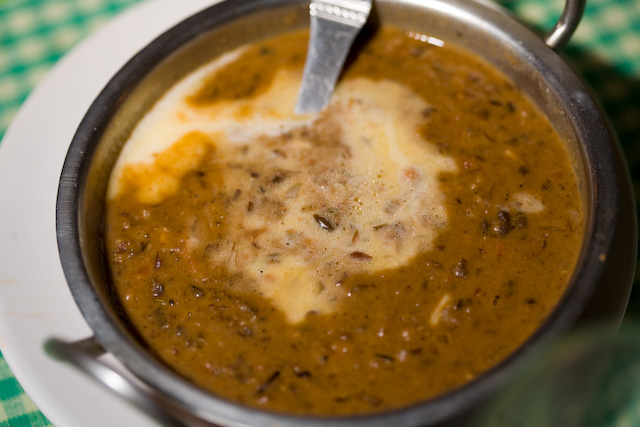
Dal makhani, un popular plat indià amb Vigna mungo com a ingredient principal.